# Live in Japan (álbum de Night Ranger)
Live in Japan es un álbum en vivo de la banda estadounidense de hard rock Night Ranger  y fue publicado por MCA Records en 1990 en formato de disco compacto.

## Grabación
Esta producción discográfica fue grabada en el año de 1988 durante la última fase de la gira realizada por la agrupación en Japón.  Fue el primer álbum que la banda produjo en su totalidad.

## Crítica
Eduardo Rivadavia de Allmusic realizó una crítica a este álbum, mencionando que «Night Ranger no ha perdido el toque con este listado de éxitos eficiente».  También dice que «el álbum demuestra que la música de este grupo en realidad envejeció mejor que la de otras bandas». Rivadavia destaca el sonido del disco, las armonías de acompañamiento y el ambiente en general.

## Listado de temas
| N.º   | Título                                       | Escritor(es)                          | Duración |  |
| 1.    | «Touch of Madness»                           | Jack Blades                           | 5:16     |  |
| 2.    | «When You Close Your Eyes»                   | Blades / Brad Gillis / Alan Fitgerald | 4:34     |  |
| 3.    | «Man in Motion»                              | Blades / Gillis                       | 4:13     |  |
| 4.    | «Don't Start Thinking (I'm Alone Tonight)»   | Blades / Kelly Keagy / Fitzgerald     | 5:02     |  |
| 5.    | «Let Him Run»                                | Blades / Keagy / Jeff Watson          | 3:19     |  |
| 6.    | «Goodbye»                                    | Blades / Watson                       | 2:55     |  |
| 7.    | «Reason to Be»                               | Blades / Keagy                        | 4:16     |  |
| 8.    | «Four in the Morning (I Can't Take Anymore)» | Jack Blades                           | 3:48     |  |
| 9.    | «Sister Christian»                           | Kelly Keagy                           | 5:16     |  |
| 10.   | «Don't Tell Me You Love Me»                  | Jack Blades                           | 6:46     |  |
| 11.   | «Halfway to the Sun»                         | Jack Blades                           | 5:27     |  |
| 12.   | «(You Can Still) Rock in America»            | Blades / Gillis                       | 4:52     |  |
| 55:44 |                                              |                                       |          |  |

## Créditos
- Jack Blades — voz principal y bajo
- Kelly Keagy — voz y batería
- Brad Gillis — guitarra líder y coros
- Jeff Watson — guitarra rítmica
- Jesse Bradman — teclados